# George Napier
Pour les articles homonymes, voir Napier.
Le colonel George Napier (11 mars 1751 - 13 octobre 1804) est un officier de l'armée britannique, connu notamment pour son mariage avec Sarah Lennox, et pour ses fils, Charles James Napier, William Francis Patrick Napier et George Thomas Napier, qui sont tous des officiers de l’armée, sont collectivement appelés «colonels de Wellington ». Il exerce également les fonctions de contrôleur des comptes de l'armée en Irlande de 1799 jusqu'à sa mort en 1804. 

## Biographie
George Napier est le fils cadet de Francis Napier (6e Lord Napier) (en) et son épouse Henrietta Maria Johnston. 
Il est officier au 25th Foot en 1767 et promu lieutenant en 1771. Il devient le Quartier-maître du régiment en 1776. En 1778, il passe au 80e régiment de fantassins (Royal Edinburgh Volunteers) en tant que capitaine. Il sert pendant la guerre d'indépendance américaine auprès de Sir Henry Clinton . Il vend sa commission en 1781, mais est commissionné dans les Grenadier Guards en 1782. En 1783, il passe au 100e régiment de fantassins (Royal Lincolnshire Regiment) en tant que capitaine. En 1794, il est promu major et transféré au 87e régiment d'infanterie, puis à nouveau transféré au sein du Londonderry Regiment nouvellement formé en tant que lieutenant-colonel. En 1800, il est promu colonel.

## Mariages
Le 22 janvier 1775, il épouse Elizabeth Pollock et ils ont une fille, Louisa Mary Napier (décédée en 1776). 
Le 27 août 1781, il épouse Sarah Lennox, fille de Charles Lennox (2e duc de Richmond). À l'époque, il est décrit comme étant «appauvri». Son précédent mariage s'est terminé par un scandale et un divorce; George est le deuxième mari de Sarah, Sarah est la deuxième épouse de George. Ensemble, ils élèvent huit enfants, dont trois qui deviennent des officiers célèbres: 
- Général Sir Charles James Napier GCB (10 août 1782 - 1853)
- Emily Louisa Augusta Napier (1783 - 1863), mariée à Henry Bunbury (7e baronnet)
- Lieutenant général sir George Thomas Napier KCB (1784 - 1855)
- Lieutenant-général sir William Francis Patrick Napier KCB (17 décembre 1785 - 12 février 1860)
- Richard Napier (1787 - 1868)
- Capitaine Henry Edward Napier RN (5 mars 1789 - 13 octobre 1853)
- Caroline Napier (1790 - 1810)
- Cecilia Napier (1791 - 1808)

En 1785, il installe sa famille à Celbridge dans le Comté de Kildare, en Irlande, où George finit par occuper un poste de contrôleur des comptes de l'armée. Lady Sarah est la sœur de la très riche Lady Louisa Conolly et Emily FitzGerald, duchesse de Leinster qui vivent à proximité. Au cours de la rébellion irlandaise de 1798, dans laquelle l'un des chefs rebelles est son neveu Lord Edward FitzGerald, il aurait armé ses cinq fils, mis sa maison en état de défense et offert un asile à tous ceux qui le souhaitaient résister aux insurgés ,.

## Téléfilm
En 1999, une mini-série intitulée Aristocrats , basée sur la vie de Sarah Lennox et de ses sœurs, est diffusée au Royaume-Uni. George Napier apparaît à différents âges dans la série, interprétée par Martin Glyn Murray et Jeremy Bulloch .